# Saint-Sauveur, Gironde
Saint-Sauveur là một xã thuộc tỉnh Gironde trong vùng Aquitaine tây nam nước Pháp. Xã này nằm ở khu vực có độ cao trung bình 19 mét trên mực nước biển.